# Leopold Svedberg
Rune Leopold Svedberg, född 1 maj 1930 i Stockholm, död där 10 april 2001, var en svensk målare.
Han var son till metallarbetaren Charles L Svedberg och hans hustru Tyra, och under några år från 1956 gift med konstnären och sångaren Margareta Silfverskiöld. Svedberg studerade vid Konstfackskolan i Stockholm och genom intensiva självstudier i Frankrike, Spanien, Nederländerna, Belgien och Sydamerika. Som Konstfackselev studerade han skulptur men ändrade senare inriktning till bildkonst där han huvudsakligen arbetade med gouache eller akvarell. Separat ställde han ut på Galleri 66 i Stockholm och han medverkade i Liljevalchs Stockholmssalonger. Hans konst består av visionära landskapstolkningar och collagearbeten där han klipper remsor ur tidningar och sammanför med sin målning.